# Stora Gäddtjärnen (Rättviks socken, Dalarna, 676030-149181)
Stora Gäddtjärnen är en sjö i Rättviks kommun i Dalarna och ingår i Dalälvens huvudavrinningsområde. Sjön har en area på 0,143 kvadratkilometer och ligger 255 meter över havet.

## Delavrinningsområde
Stora Gäddtjärnen ingår i det delavrinningsområde (675743-149487) som SMHI kallar för Utloppet av Balungen. Medelhöjden är 248 meter över havet och ytan är 66,39 kvadratkilometer. Räknas de 73 avrinningsområdena uppströms in blir den ackumulerade arean 953,48 kvadratkilometer. Lillälven (Tängerströmmen) som avvattnar avrinningsområdet har biflödesordning 2, vilket innebär att vattnet flödar genom totalt 2 vattendrag innan det når havet efter 264 kilometer. Avrinningsområdet består mestadels av skog (69 procent). Avrinningsområdet har 11,5 kvadratkilometer vattenytor vilket ger det en sjöprocent på 17,3 procent.